# Estanyer
Un estanyer és un menestral que té com a ofici treballar l'estany.
A Barcelona, els estanyers, que feien plats, safates, canelobres o mesures, foren dels primers a establir un reglament de llur ofici.
L'adobacossis o adobacossis-i-ribells/gibrells, adobador, adobet, cordador d'olles, espelletaburros, estanyaire, fifonaire, lligador, adobapaelles, paellero (cast. lañero) és qui té per ofici d'adobar els cossis, gibrells o altres atuells de terrissa trencats, unint els tests amb trossos de filferro passats i doblegats de manera que els tests quedin ben afegits i cloguin bé.